# Bloor Cinema

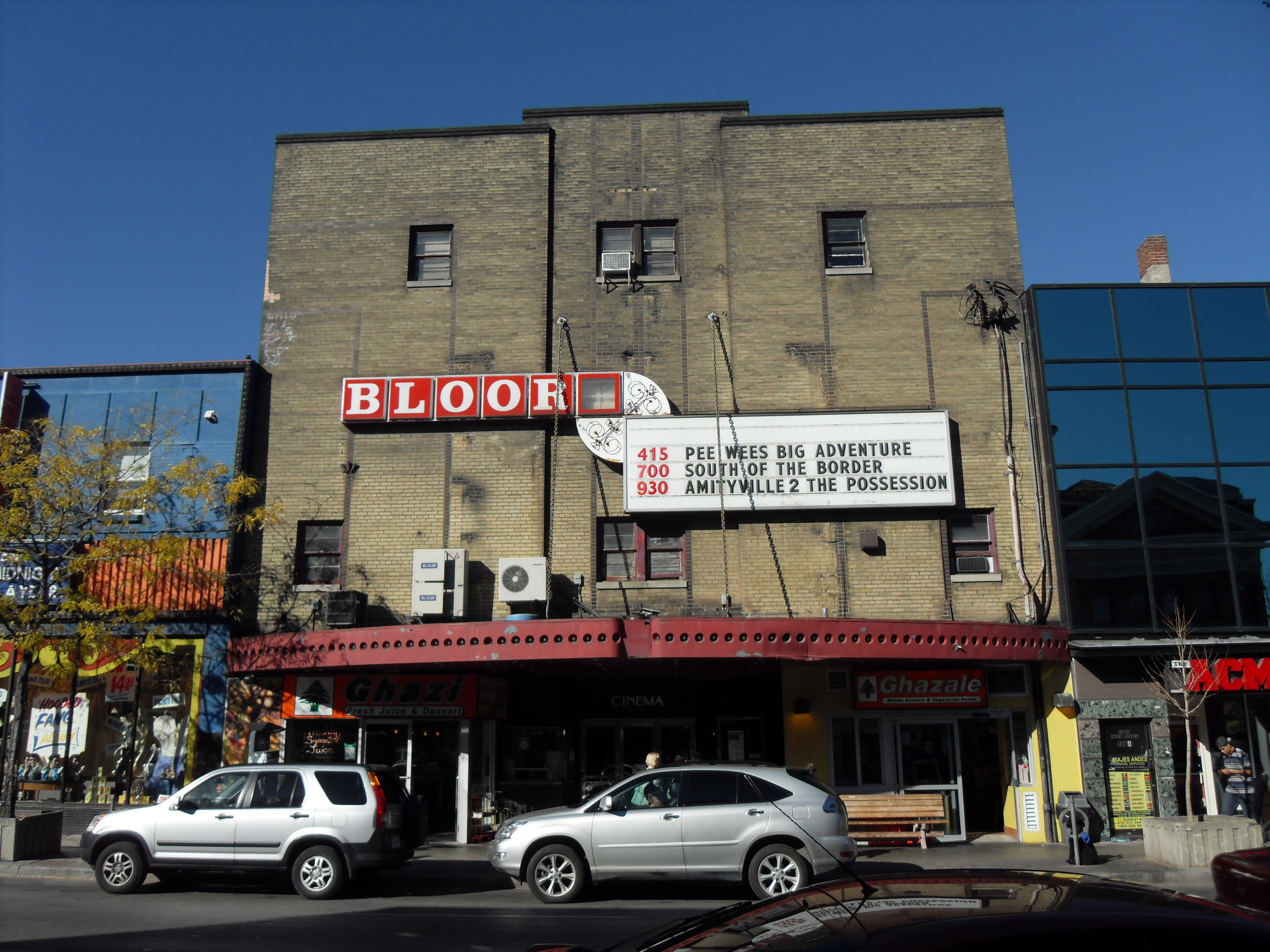
"The Bloor" en 2014.

Le Bloor Cinema, communément appelé « Le Bloor », est un cinéma indépendant de la ville de Toronto, au Canada. Il se situe dans le quartier de l'Annex, dans le centre-ville de Toronto, au 506 de la rue Bloor.
Le Bloor est un cinéma ne projetant que des films déjà sortis en salles, généralement avant leur sortie en DVD. Il privilégie la projection de films non commerciaux, documentaires, films classiques et films culte. Chaque année pour Halloween, le film The Rocky Horror Picture Show est projeté lors d'une séance spéciale, durant laquelle une troupe d'acteurs joue le film pendant la projection, et est également programmé tous les derniers vendredis du mois.
Le cinéma a fêté ses 100 ans en 2005.